# Fly on the Wall
Fly on the Wall (englisch für „Mäuschen spielen“, i. S. v. „heimlich zuhören, zusehen“) ist das neunte internationale Studioalbum der australischen Hard-Rock-Band AC/DC. Es erschien am 28. Juni 1985 auf dem Label Atlantic Records.

## Hintergrund
Nach Flick of the Switch war Fly on the Wall das zweite (und letzte) AC/DC-Album, das die Young-Brüder selbst produzierten. Sie wollten so den rauen, dreckigen Sound ihrer früheren Alben aufrechterhalten, als Gegenstück zu der gerade aufkommenden Hair-Metal-Welle. Auch war es das erste Album mit dem neuen Schlagzeuger Simon Wright. Er ersetzte Phil Rudd, der die Band seit 1975 begleitet hatte und 1983 ausschied.
Als Singles wurden Danger, Sink the Pink und Shake Your Foundations vom Album ausgekoppelt. Bis auf Shake Your Foundations, das im Januar 1986 Platz 24 in den UK Top 40 erreichte, erzielten sie jedoch keine nennenswerten Charterfolge.

## Titelliste
1. Fly on the Wall (Angus Young, Malcolm Young, Brian Johnson) – 3:43
2. Shake Your Foundations (Angus Young, Malcolm Young, Brian Johnson) – 4:10
3. First Blood (Angus Young, Malcolm Young, Brian Johnson) – 3:40
4. Danger (Angus Young, Malcolm Young, Brian Johnson) – 4:22
5. Sink the Pink (Angus Young, Malcolm Young, Brian Johnson) – 4:14
6. Playing with Girls (Angus Young, Malcolm Young, Brian Johnson) – 3:44
7. Stand Up (Angus Young, Malcolm Young, Brian Johnson) – 3:53
8. Hell or High Water (Angus Young, Malcolm Young, Brian Johnson) – 4:31
9. Back in Business (Angus Young, Malcolm Young, Brian Johnson) – 4:22
10. Send for the Man (Angus Young, Malcolm Young, Brian Johnson) – 3:26

## Tournee
Die Fly-on-the-Wall-Tour umfasste etwa 85 Auftritte und begann am 2. September 1985 wie gewohnt mit zahlreichen Konzerten in den USA und einem Auftritt in der kanadischen Hauptstadt Toronto. Dieser Tourneeabschnitt zog sich bis zum Jahresende 1985 hin. Nach einer dreiwöchigen Pause wurde die Tour in Europa fortgesetzt, unter anderem auch mit acht Auftritten in Deutschland. Das letzte Konzert der Tournee war am 16. Februar 1986 in der dänischen Hauptstadt Kopenhagen.

### Beispiel-Setlist
1. Fly on the Wall
2. Back in Black
3. Shake Your Foundations
4. Dirty Deeds Done Dirt Cheap
5. Rock and Roll Ain't Noise Pollution
6. You Shook Me All Night Long
7. Sin City
8. Rock 'n' Roll Damnation
9. Have a Drink on Me
10. Bad Boy Boogie
11. The Jack
12. Shoot to Thrill
13. Highway to Hell
14. Jailbreak
15. Sink the Pink
16. Big Balls
17. Whole Lotta Rosie
18. Let There Be Rock

Zugaben:
1. Hells Bells
2. T.N.T.
3. For Those About to Rock (We Salute You)

## Rezeption
Das Album wurde von der Kritik meist verrissen und war im Vergleich zu Alben wie Back in Black und For Those About to Rock auch ein relativ geringer kommerzieller Erfolg. Hinzu kam, dass in dieser Zeit der Serienmörder Richard Ramirez gefasst wurde und behauptete, der AC/DC-Song Night Prowler aus dem Album Highway to Hell hätte ihn zu seinen Taten veranlasst. Auch das war ein Grund für den mangelnden Erfolg.
In den US-amerikanischen Billboard 200 erreichte Fly on the Wall Platz 32 und wurde später mit Platin geehrt, in den britischen Albumcharts kam es immerhin bis Platz 7. In Deutschland erreichte es lediglich Platz 14, in Österreich kam es gerade noch unter die besten 30 (Platz 24), während es in Kanada nur für Platz 30 reichte.
Als Beispiel für die teils verheerenden Kritiken, das Urteil von Michael Rensen, der bei Veröffentlichung nur 6 von 10 Punkten vergab und dabei zu folgendem Urteil kam: „Ganz klar die bislang schwächste AC/DC-Platte. Keine Power, keine guten Songideen, keine magischen Momente. Back in Black war ein Meisterwerk, For Those About to Rock kaum schwächer, und auch Flick of the Switch ging noch als gute Scheibe durch. Fly on the Wall jedoch ist wenig mehr als strunznormaler Durchschnitts-Straßenrock – für eine Legende wie AC/DC absolut enttäuschend.“ In einem späteren Review wurde von Götz Kühnemund im selben Magazin ein weiterblickendes Review veröffentlicht, in dem die Meinung von Rensen relativiert wurde: „Wie Flick of the Switch wird auch Fly on the Wall heutzutage oft als Flop bezeichnet – zu Unrecht, wie ich finde. Zwar leidet die Scheibe unter der schwachen, matschigen Produktion (Angus & Malcolm Young), aber die Songs an sich können zum Großteil überzeugen. Shake Your Foundations, Danger und der Titelsong ragen heraus, der Rest bewegt sich immerhin noch in der gehobenen Mittelklasse.“ Kühnemund vergab zwei Punkte mehr als Rensen.
Der Metal Hammer hebt hervor, dass die Band weiterhin ihre energiegeladenen Riff-Rock-Stücke präsentiere, jedoch nicht die Klasse früherer Werke wie Back in Black oder Highway to Hell erreiche. Die aktuelle LP enthalte keine klassischen Meisterwerke, sondern setze auf einfachen Backbeat und bekannte Big-Chorus-Songs. Kritisiert wird das Fehlen innovativer Elemente und eine Tendenz zu profanen Themen. Dennoch wird betont, dass AC/DC weiterhin für ihre kraftvolle Bühnenpräsenz bekannt seien und sich nicht von Trends beeinflussen ließen.

## Video
Im Sommer 1985 veröffentlichte die Gruppe zu dem Album ein gleichnamiges Video, welches eine zusammenhängende Geschichte zu fünf der zehn Albumsongs umfasst. Das komplette Video ist auch auf der 2005 erschienenen DVD Family Jewels enthalten und beinhaltet die folgenden Lieder:
- Fly on the Wall
- Danger
- Sink the Pink
- Stand Up
- Shake Your Foundations